# Michel Cœuriot
Pour les articles homonymes, voir Cœuriot.
Michel Cœuriot, né le 6 octobre 1947 à Paris 20e, est un musicien français.

## Biographie
Parisien, originaire de Belleville, il a été élève de Julien Falk, professeur au Conservatoire national supérieur de musique et de danse de Paris, en compagnie entre autres de Gabriel Yared.
Il a commencé sa carrière d'arrangeur au début des années 1980 avec Michel Jonasz, avec qui il réalise Joueur de blues et Lucille, chansons dont il a signé les arrangements. Il a également composé quelques musiques de films.
Il a travaillé en particulier avec Arto Fogo, Claude Nougaro, Michel Jonasz, Yves Simon, Louis Chedid, Catherine Lara, Alain Souchon, Laurent Voulzy, Marc Lavoine, Henri Salvador, Hélène Segara, Yves Montand, Maurane, Nicole Croisille, Charles Aznavour, Michel Fugain, Nicolas Peyrac, Richard Cocciante, Sandrine Kiberlain Clémence Lhomme (Blues Trottoir), Françoise Hardy, Le Travelling Quartet, Nicole Croisille, Pierre Groscolas, Véronique Jeannot, Nolwenn Leroy, Guy Marchand et Gabriel Yared.
Dans son livre Les arrangeurs de la chanson française, Serge Elhaïk écrit : « Si Michel Cœuriot fut l'un des meilleurs claviers dans les années 1970, c'est surtout son talent d'arrangeur et de réalisateur qui fut reconnu par les plus grands artistes français à partir des années 1980 1990 et 2000 ».
En 2021, Michel Cœuriot signe les arrangements de l'album Métèque de Renaud.
En 2023, Michel Coeuriot signe les arrangements des cordes du spectacle et de l'album de Renaud dans mes cordes.